# Mukungwa
Der Mukungwa ist ein linker Nebenfluss des Nyabarongo in der Nordprovinz von Ruanda, der vom Ruhondo-See abfließt.

## Verlauf
Der Mukungwa beginnt als Abfluss des Ruhondo-Sees im Musanze in der Nordprovinz. Am Seeabfluss befindet sich ein Wasserkraftwerk. Von dort läuft er zunächst nach Südwesten und anschließend in einem Bogen nach Nordwesten, wo ihn die zwischen Ruhengeri und Kigali verlaufende Nationalstraße 2 überquert. Der Mukungwa verläuft anschließend nach Südwesten und nach dem Zusammenfluss mit dem von rechts einmündenden Susa in einem Bogen in östlicher Richtung weiter nach Süden. Ab dort bildet der Fluss die Grenze zwischen der Nord- und Westprovinz. Weiter im Süden münden in den Mukungwa von links der Gaseke und von rechts der Nyamutera. Dahinter überquert die Nationalstraße 17 den Fluss in Nordwest-Südost-Richtung, die danach weiter auf der Ostseite parallel zum Fluss verläuft. Nach einem weiteren Stück Richtung Süden mündet der Giciye von rechts in den Mukungwa und später der Nyarutavu von links sowie erneut von rechts der Rubagabaga. Hier dreht der Mukungwa nach Südosten ab und mündet schließlich in den Nyabarongo, den längsten Fluss Ruandas. Die Mündung bildet die Grenzecke der Nord-, West- und Südprovinz Ruandas.

## Einzugsgebiet

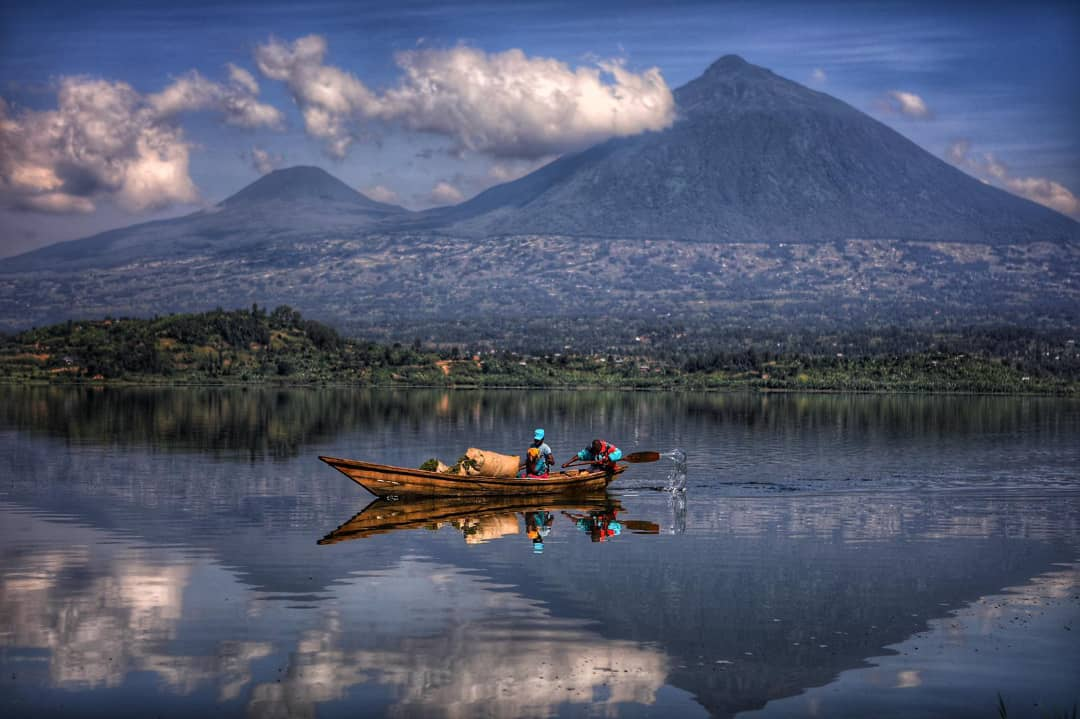
Traditionelles Boot im Ruhondo-See mit den Vulkanen Muhabura (rechts) und Gahinga (links) im Hintergrund

Das Einzugsgebiet des Mukungwa hat eine Fläche von 1949 km². Davon liegen 1902 km² innerhalb Ruandas in den Distrikten Burera, Musanze, Gakenke, Nyabihu und Ngororero sowie zu einem kleinen Teil Gicumbi. Ein Anteil von 119 km² im Nordwesten befindet sich innerhalb des Vulkan-Nationalparks. Eine Fläche von 62 km² um den Chahafi- und Kayumba-See liegt in Uganda, wovon 15,2 km² nach Uganda entwässern.
Das Einzugsgebiet weist insgesamt 1.332.493 Einwohner (Stand 2012) auf und einen zunehmenden Bevölkerungstrend. Die größte Stadt im Einzugsgebiet des Mukungwa ist Ruhengeri. Im Nordwesten des Einzugsgebiets liegen an der Grenze zur Demokratischen Republik Kongo die Virunga-Vulkane, darunter der Sabinyo (3634 m), der Gahinga (3474 m) und der Muhabura (4127 m). Im Osten befinden sich steile Hügel, die in einem Kaskadensystem zunächst in die hochgelegenen Rugezi-Sümpfe entwässern und von diesen in die Zwillingsseen Burera und Ruhondo, die auf einer Höhe von 1862 m bzw. 1764 m liegen. Die Seen sammeln den Oberflächenabfluss von etwa einem Drittel des Einzugsgebiets (682 km²). Im Norden des Einzugsgebiets verläuft die Grenze zu Uganda.
Die Niederschlagsmenge im Einzugsgebiet liegt bei 1315 mm/Jahr, was für die gesamte Landfläche von 1949 km² etwa 2563 hm³/Jahr entspricht.
Linke Nebenflüsse des Mukungwa sind u. a. der Gaseke und Nyarutovu und rechte der Cyuve, Susa, Nyamutera, Giciye und Rubagabaga.